# Litsea sericea
Litsea sericea (Wall. ex Nees) Hook. f. – gatunek rośliny z rodziny wawrzynowatych (Lauraceae Juss.). Występuje naturalnie w Indiach, Nepalu oraz południowych Chinach (w zachodnim Syczuanie, północno-zachodniej części Junnanu, Kuejczou oraz południowo-wschodnim Tybecie), a według niektórych źródeł także w Afganistanie, Pakistanie, Bangladeszu, Bhutanie oraz Mjanmie. 

## Morfologia
PokrójZrzucające liście małe drzewo lub krzew. Dorasta do 6 m wysokości. Gałęzie mają ciemnobrązowy lub czarniawy kolor, są omszone lub nagie. Młode gałązki są pokryte gęstymi rdzawy lub żółto-białymi długimi włoskami. Pąki osiągają do 18 mm.
LiścieNaprzemianległe. Mają podłużnie lancetowaty kształt. Mierzą 8–12 cm długości oraz 2–4 cm szerokości. Młode liście są gęsto pokryte żółtobiałym lub rdzawym owłosieniem po obu stronach powierzchni. Nasada liścia jest klinowa. Blaszka liściowa jest o spiczastym wierzchołku. Są pierzasto użyłkowanie, mają 7–8 par nerwów drugorzędnych. Ogonek liściowy jest gęsto owłosiony na młodych gałęziach, dorasta do 10–12 mm długości.
KwiatySą niepozorne, jednopłciowe, zebrane po 8–20 w baldachy, osie są nagie i mierzą 6–7 mm długości, rozwijają się na szczytach pędów. Osadzone są na owłosionych szypułkach o długości 5–7 mm. Okwiat jest zbudowany z 5–8 listków o eliptycznym kształcie, z trzema nerwami. Kwiaty męskie mają 9 (czasami od 6 do 12) płodnych pręcików, ich nitki są krótkie i nagie, z dwoma żółtymi gruczołami u nasady każdy. Szczątkowy słupek ma jajowaty kształt. Kwiaty żeńskie mają żółta barwę i mierzą 3 mm długości.
OwoceZebrane po 2–4 w owocostany. Pojedyncze mają prawie kulisty kształt, spiczasty przy wierzchołku, osiągają 5 mm średnicy, są osadzone na szypułkach o długości 15–20 mm.
Gatunki podobneRoślina jest podobna do gatunku L. cubeba, który różni się nagimi liśćmi oraz zawsze skupionymi kwiatostanami. Kwitnące okazy przypominają L. kingii, który jednak ma krótsze, nagie szypułki, a młode liście są nagie. Natomiast poprzez owoce może być mylona z Lindera nacusua i Lindera assamica, ale mają one krótsze szypułki (2–6 mm długości), a także różnią się liśćmi. Od L. veitchiana różni się kształtem liści oraz nagimi osiami kwiatostanów. Podobny jest również gatunek L. pungens, którego liście mają zbliżony kształt, jednak są pokryte od spodu krótkimi i miękkimi włoskami o szarej barwie, podczas gdy liście L. sericea są gęsto pokryte żółtobiałym lub rdzawym owłosieniem po obu stronach.

## Biologia i ekologia
Roślina dwupienna. Rośnie w lasach mieszanych, zaroślach oraz przy drogach. W Nepalu rośnie w lasach z przewagą dębu (Quercus), różanecznika (Rhododendron), jodły (Abies) i choiny (Tsuga). Występuje najczęściej na wysokości od 400 do 3400 m n.p.m. (w Nepalu od 1300 do 3900 m n.p.m.). Kwitnie od kwietnia do maja, natomiast owoce dojrzewają od sierpnia do września. 

## Ochrona
Występuje na obszarach chronionych, takich jak Kanchenjunga w Nepalu, czy parki narodowe Neora Valley i Singalila w Indiach. 

## Zastosowanie
Roślina jest stosowana jako pasza.